# Üveggyártás
Az üveggyártás ókori eredetű technológia, mely szilíciumban gazdag anyagokból hoz létre üveget. Az üveg felhasználása sokszínű, ami a tulajdonságaiból adódik. Az üveg a kerámiához hasonlóan rosszul vezeti a hőt és az elektromosságot (szigetel), felszíne kemény, és vegyileg kevés anyaggal reagál (kitüntetetten a folysavval — HF). Készülhet belőle üvegedény vagy különleges alakúra csiszolt optikai üveg, azaz lencse, amely megtöri és összegyűjtheti vagy szórhatja a fényt. Készülhet üvegszál, amelyet más anyagokkal társítva különlegesen szívóssá tehetünk —  Ilyen pl. az üvegszálas műanyag. A síküvegből többrétegű ragasztóval biztonsági üveget illeszthetünk össze. Különlegesen magas a hőálló üvegek olvadáspontja stb. A felsoroltak összetételét és szerkezetét a különféle szilikátok és oxidok szilárd oldatai befolyásoljákː az alkotórészek arányai jelentősen módosítják a tulajdonságokat.

## Természetes üvegek

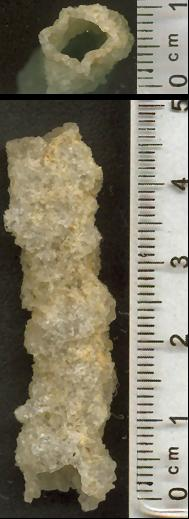
Fulgurit

A régi korok embere sok ezer éve a vulkanikus kőzetformációkban talált rá az obszidiánra (üvegesen megdermedt lávára), arra az alig átlátszó, fekete színű anyagra, amely minden valószínűség szerint a mesterséges üveg elődje volt. A természet egy másik anyagátalakító folyamatban is létrehozta az üveget: a becsapódó villám perzselő hője átalakítja a sivatag homokját. Csillámló, áttetsző, üvegszerű anyagot hoz létre, a fulguritot (villám olvasztotta üveg). Ezek a természeti képződmények vezethették rá a megfigyelés alapján az emberiséget a tudatos üvegkészítő munkára.

## Az üveggyártás műveletei

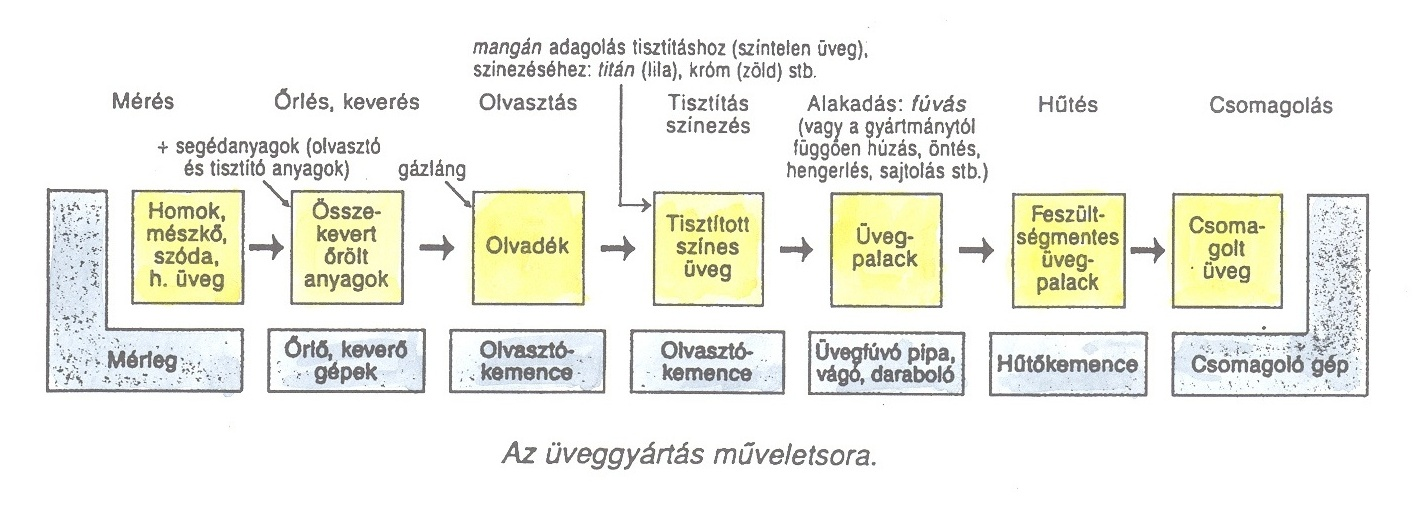
Az üveggyártás műveletsora a Salgótarjáni Üveggyárban

Az üveg az üvegolvadék túlhűtése útján kapott amorf anyag. Az üvegolvadék hűlésekor viszkozitása eleinte növekszik, majd a szilárd testre jellemző mechanikai tulajdonságokra tesz szert. A megszilárdult üveg bár rideg és kemény anyag, de mégis a folyadékokra jellemző egyes tulajdonságokkal bír. Az üvegnek a folyékony állapotból szilárd állapotba való átmenete megfordítható folyamat, azaz az üveg újraolvasztható. Körülbelül 3000 évvel ezelőtt sikerült felfedezni az üvegkészítés titkát és azóta állítható elő mesterséges úton is az alábbi anyagokból:
- homokból,
- szódából,
- nátrium-szulfátból,
- mészkő és/vagy dolomitlisztből,
- bórsavból,
- hamuzsírból és különféle fém-oxidokból
- és üvegcserépből.

Az üveg tisztulását különböző adalékanyagokkal lehet elérni és színtelen, jó átlátszó képességű üveghez jutni. A kezdő művelet az alapanyagok bemérése és kohósítása. 1200–1600 °C-ra hevítve az összetevőket azok megolvadnak és keverés közben átlátszó masszává, folyékony üveggé alakulnak. A kellő színezés után következhet az alakadás (formálás) művelete, illetve sok esetben művészete. (Ld. Iparművészet.) Régebben és bizonyos finom tárgyaknál ezt ma is üvegfúvással végzik. Nagyipari módon azonban húzással, hengerléssel, extrudálással, öntéssel, sajtolással, vágással, a szálba húzott üvegből pedig a végén még szövéssel is alakítanak ki üvegipari termékeket.

## Az üvegkészítési technológiák
Az alkalmazott technológia szoros kapcsolatban áll a végtermékkel, ezért ennek a kapcsolatnak a figyelembevételével mutatjuk be a technológiákat:

### Az üvegfúvás, a hagyományos öblösüveg-készítés
Az üvegkészítés mesterségbeli ismeretei az ókori Egyiptomban alakultak ki egyesek szerint, és sokáig titkosak is voltak az üveg vegyi összetevőivel egyetemben.
Öblösüveg (vagy palack) kézi gyártásánál az üvegfúvó a tüdőből kifújt levegőárammal kényszeríti buborék alakúra a tüzes üvegolvadékot. Szerszáma az üvegfúvó pipa, amely 2–3 m hosszú és 1,5–3 cm átmérőjű vékony falú acélcső. A mester a pipa végét megmerítve olvadékot vesz ki a kemencéből, és lóbálás, forgatás közben egyenletes falvastagságú üreges testté fújja.
Egy későbbi találmány alkalmazásánál kő, agyag vagy fa (stb.) formába fújják az üveget. Ezt már nem kell forgatni, mert az a formába helyezve további fúvással végleges alakot nyer. (A forma nyomai látszódhatnak két vékony oldalsó bordaként a termékeken, mint ha két félből ragasztották volna össze.) A homorúra faragott formafeleket szétnyitva az üvegfúvó kiemeli és a pipáról leüti a megformált üveget. A palackszáj kialakítása úgy történik, hogy az előzőleg letört, de visszamelegített felületet (végződést) fogóval alakítja végleges alakra. A formán van egy lehetőség, ahol megfoghatja az üvegfújó az egyik kezével – benne a félkész üveggel –, a másik kezében egy vasfogót (csipeszt) tart, amivel lesimítja, eligazítja az érdes felületet.
Később, a csiszolási technológia alkalmazásával a palackok száját, talpát részben vagy teljes egészében simává alakították, így a balesetveszélyes száj és a talp „köldökcsapja” eltűnt.
Újabban a hűtőkemencébe helyezve a kész anyagot azt megfelelő sebességű hűtéssel feszültségmentesíteni lehet, ami meggátolja a törést, repedést okozó feszültségek kialakulását.

### Gépi palackkészítés

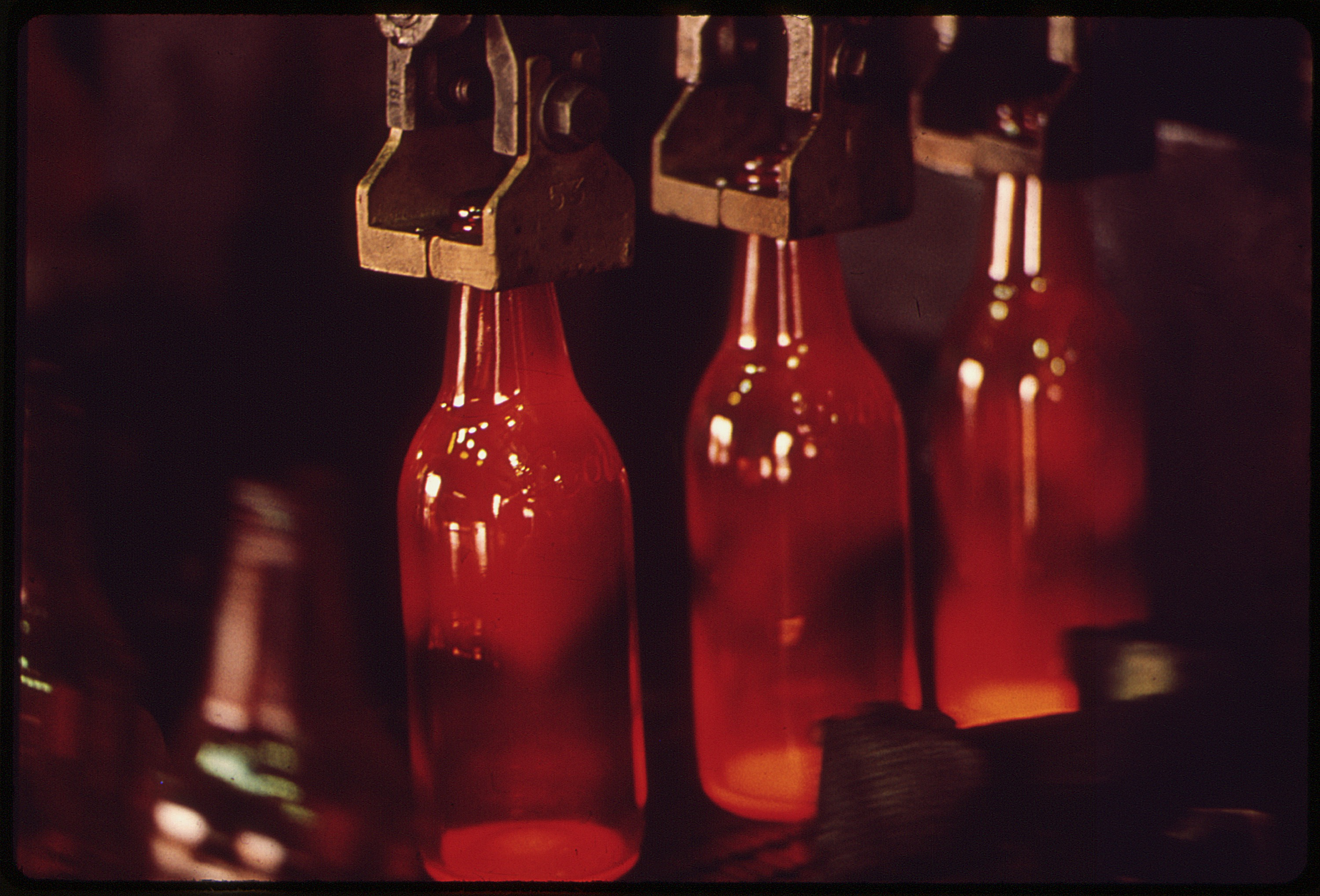
Üvegpalack kialakítása

A palackfúvó automata szinte szemvillanás alatt alakítja át palackká a nagy izzó üvegolvadék „cseppet”. Az olvadékból szerszámok emelik ki és vágják le a megfelelő nagyságú darabokat, majd fém karok vezetik az izzó anyagot a megfelelő alakú formába. Ott levegőbefúvatással a fehéren izzó olvadékgömb üvegbuborékká fúvódik, felveszi az öntőforma alakját, majd lassan kihűl és ugyanakkor megkeményedik. A gépi készítés az üvegfúvás hagyományos műveleteit követi, csak sokszorta gyorsabban, és ez már a dolgozó egészségét kevésbé veszélyezteti.

### Üveglap, síküveg
A kezdeti időkben a fúvott üveghengert szétvágás után kiterítették, és előmelegített vashengerekkel közel egyenletes felületűvé hengerelték, így készült az első ablaküveg.
Később megfigyelték, hogy ha az olvadt üveget fémlapra öntik, a folyékony üveg sima lappá folyik szét. Ezt követően az üveglap egy hidegebb fémlapon hűl ki és szilárdul meg, így készült a táblaüveg. A normál táblaüveg többféle eljárással is előállítható, például húzással. Ha egy kés élét mézbe mártjuk, majd kiemeljük, akkor a kés mézréteget húz magával. Hasonlóképpen alakítható az üveg is. Az olvadt üveget szerszám segítségével húzzák lassan és egyenletesen felfelé. A levegőn lehűlve üvegtáblává dermed. A függőlegesen emelkedő üvegtáblát két oldalról nekifekvő hengersorral továbbítják a gyártósoron kényszerpályán, majd üvegvágó szerszámmal méretre darabolják.
A legáltalánosabb módszer torzításmentes üveglapok előállítására az úgynevezett „úsztatott” (angolul: float) üveg. Az úsztatott üveg gyártási eljárását 1952-ben Pilkington találta fel, és rövid idő alatt világszabvánnyá vált a magas minőségű üveggyártásban. Lényege, hogy a körülbelül 1000 °C hőmérsékletű olvadt üveget a kazánból egy sekély ónfürdőbe öntik egyenletesen, kémiailag ellenőrzött körülmények között. Az üvegalapanyag úszik az ónon, kiterjed és egyenletes felületű lesz. Az üveglap vastagságát a szilárduló üvegszalag húzásának sebességével változtatják. Hőkezelés (ellenőrzött hűtés) után az üveglap felhasználható. Az úsztatott eljárás által rendkívül precíz felszín, sima felület, és a más technikákkal készített húzott és öntött síküvegekhez képest tökéletesebb optikai adottságú üveg jön létre. 

### Színes üvegek
Segédanyagok adagolásával az ember ragyogó színűvé varázsolhatja az üveget. A titán élénk lilává színezi, a króm epezöldre. A mangán adagolása segíti az üveg tisztulását, így jön létre a színtelen üveg.